# Пожеревицкий район
Пожеревицкий район — административно-территориальная единица в составе Ленинградской и Псковской областей РСФСР, существовавшая в 1939—1958 годах.
Пожеревицкий район в составе Псковского округа Ленинградской области был образован в 1939 году в результате разукрупнения Дедовичского района. В его состав вошли Анкиповский, Вышегородский, Городновский, Дмитрогорский, Жедрицкий, Кустовский, Навережский, Никольский, Отходский, Пожеревицкий, Сорокинский, Сырковский с/с.
В 1940 году Псковский округ был упразднён и район перешёл в прямое подчинение Ленинградской области.
В 1944 году район был передан в Псковскую область.
В 1954 году Городновский с/с присоединён к Вышегородскому, Анкиповский — к Дмитрогорскому, Кустовский — к Навережскому, Отходский — к Сорокинскому. Никольский и Сырковский с/с объединены в Плотовецкий.
В 1958 году Пожеревицкий район был упразднён, а его территория разделена между Дедовичским (Вышегородский, Жедрицкий, Пожеревицкий с/с) и Ашевским (Дмитрогорский, Навережский, Плотовецкий, Сорокинский с/с) районами.